# Pyrisitia proterpia
Pyrisitia proterpia is een vlindersoort uit de familie van de Pieridae (witjes), onderfamilie Coliadinae.
Pyrisitia proterpia werd in 1775 beschreven door Fabricius.